# Suspense 101
Suspense 101 este un film românesc din 2012 regizat de George Dorobanțu. Rolurile principale au fost interpretate de actorii Iulia Verdeș.

## Distribuție
Distribuția filmului este alcătuită din:
- Iulia Verdeș — Fata